# Cyclogonia urula
Cyclogonia urula är en insektsart som beskrevs av Young 1977. Cyclogonia urula ingår i släktet Cyclogonia och familjen dvärgstritar. Inga underarter finns listade i Catalogue of Life.